# NBC Universal TV Networks Distribution
NBC Universal TV Networks Distribution è una delle divisioni della NBC Universal. Si occupa della gestione dei canali via cavo di proprietà del gruppo.
Ad oggi rientrano nel portafoglio canali: A&E Television Networks, Bravo, Chiller, Cloo, CNBC, CNBC World, E!, Esquire Network, Fearnet, G4TV, Golf Channel, MSNBC, mun2, NBC Sports, NBC Sports Network, Oxygen, ShopNBC, Universal Kids, Syfy, Olympic Channel, USA Network e The Weather Channel.

## A&E Television Networks
Noto con il nome A+E Networks, è un gruppo di canali attivo dal 1984 e attualmente co-gestito da Hearst Corporation, Disney-ABC Television Group e NBC Universal. Si suddivide in A&E Network, The Biography Channel, Crime & Investigation Network, History, History en Español, History International, Lifetime, Lifetime Movie Network, Lifetime Real Women e Military History Channel.

## Bravo
Lanciato dalla Cablevision nel dicembre 1980, è stato acquistato dalla Vivendi SA nel 2002. Il target del canale punta ad un pubblico giovanile con particolare attenzione verso i telespettatori omosessuali. Secondo una statistica del 2008 è il canale più visto dai telespettatori statunitensi omosessuali. La programmazione comprende programmi di cucina, di moda e reality.
Esempi di programmi trasmessi sono: I fantastici cinque, Celebrity Poker Showdown, Inside Actor Studios e Top Chef.

## Chiller
Lanciato dalla NBC Universal il 1º marzo 2007, è interamente dedicato al genere horror.
Esempi di programmi trasmessi sono: I segreti di Twin Peaks, Monsters, Venerdì 13 (serie televisiva) e Alfred Hitchcock presenta.

## Cloo
Lanciato il 1º gennaio 2006 e fino al 15 agosto 2011 noto con il nome Sleuth, è il canale della NBC Universal dedicato al genere crime. Esempi di programmi trasmessi sono JAG - Avvocati in divisa, NCIS - Unità anticrimine, Walker Texas Ranger e Da Vinci's Inquest.

## CNBC
Lanciato il 17 luglio 1989, è interamente dedicato all'informazione economica e finanziaria. Esistono anche versioni internazionali del canale, trasmessi in tutto il mondo, quali CNBC Europe, CNBC Asia, CNBC Africa e Class CNBC.

## CNBC World
Canale fratello di CNBC, si occupa esclusivamente di fornire notizie riguardanti i principali mercati finanziari internazionali.

## Comcast Sports
È un gruppo di canali televisivi locali dedicati esclusivamente a programmi sportivi.

## E!
È specializzato nelle trasmissioni sullo spettacolo e sullo star system e show business statunitense e internazionale, in particolare negli ambiti del cinema, televisione e musica.

## ExerciseTV
Fondato nel gennaio 2006, è co-gestito con la Time Warner Cable. Trasmette suggerimenti su come effettuare esercizi fisici, tra cui yoga e pilates, come una sorta di personal trainer televisivo.

## Fearnet
Lanciato dalla NBC Universal il 31º ottobre 2006, è interamente dedicato al genere horror.
Esempi di programmi trasmessi sono: I segreti di Twin Peaks, Monsters, Venerdì 13 (serie televisiva) e Alfred Hitchcock presenta.

## Golf Channel
È un canale sportivo dedicato interamente al golf.

## G4
È un canale interamente dedicato ai giovani di sesso maschile, offrendo una programmazione che pone al centro temi quali videogioco, tecnologia, interattività e in generale la cultura geek.

## MSNBC
Nato il 15 luglio 1996 da una partnership con la Microsoft, è il canale all news della NBC Universal.

## Mun2
Pronunciato "mun dos", la sua nascita risale al 2001. Come il canale fratello Telemundo, è rivolto ai telespettatori latinoamericani, trasmettendo i programmi doppiati in lingua spagnola.

## NBC Sports Network
NBCSN è un canale sportivo che trasmette vari eventi, quali Hockey, IndyCar Series, Tour de France, gare NASCAR, Basket e Baseball.

## Oxygen
Lanciato il 2 febbraio 2000, è rivolto prevalentemente al pubblico femminile. Esempio di programmi trasmessi sono: Bad Girls Road Trip, The Naughty Kitchen with Chef Blythe Beck, Dance Your Ass Off, Tease, The Bad Girls Club, Fight Girls.

## ShopNBC
Lanciato nel 1991, è un canale di televendite.

## Universal Kids
È un canale prescolare con una programmazione dedicata alla fascia d'età 2-5 anni.

## Esquire Network
Esquire Network è dedicato alle giovani donne nella fascia d'età 18-49 anni.

## Syfy
Nato il 24 settembre 1992 con l'originario nome di Sci Fi Channel, assumendo quello attuale dal 7 luglio 2009, è un canale dedicato al mondo della fantascienza, del paranormale, dell'avventura e dei generi fantasy e horror.
Esempi di programmi trasmessi sono: Taken, Warehouse 13, Battlestar Galactica.

## Olympic Channel
Lanciato il 31 luglio 2003 trasmette in alta definizione i programmi che vanno in onda sugli altri canali della NBC Universal, inclusi film, serie tv e eventi sportivi.

## USA Network
È stato uno dei primi canali via cavo della NBC Universal. Nato il 27 settembre 1977 trasmette una grande varietà di eventi, inclusi film per la televisione, serie tv e programmi sportivi.
Tra le serie tv andate in onda vi sono Detective Monk, Royal Pains, Becker, Law & Order: Criminal Intent, The Dead Zone, 4400.

## The Weather Channel
The Weather Channel Company è un'azienda che opera su più piattaforme (canali tv, internet, radio...) e si occupa di fornire previsioni meteorologiche. L'azienda fornisce previsioni a varie aziende pubbliche e private, sia all'interno degli Stati Uniti che all'estero, raggiungendo oltre 5.500 clienti in 45 paesi diversi.